# Scopula pallidata
Scopula pallidata là một loài bướm đêm trong họ Geometridae.